# Krasilnikowo (osiedle przy mijance)
Krasilnikowo (ros. Красильниково) – osiedle przy mijance kolejowej w Rosji, w obwodzie kostromskim, w rejonie galiczskim. W 2010 liczyło 18 mieszkańców.